# Distretto di Tsangano
Il distretto di Tsangano è un distretto del Mozambico, facente parte della Provincia di Tete.